# Geofizyka Toruń
Geofizyka Toruń – firma założona w 1966 roku w Toruniu, świadcząca usługi w zakresie badań geologicznych związanych z wydobyciem węglowodorów. Działa na terenie Europy, Azji, Afryki i Ameryki Centralnej. Siedziba zakładu znajduje się przy ul. Chrobrego 50.
Firma powstała 1 kwietnia 1966 roku. Początkowo działało pod nazwą Zakład Geofizyki Przemysłu Naftowego, stanowiącego filię Przedsiębiorstwa Geofizyki Przemysłu Naftowego w Krakowie. 1 stycznia 1968 roku toruński zakład się usamodzielnił. W 2016 roku w wyniku złej kondycji finansowej Geofizyki Kraków zapadła decyzja o połączeniu jej z Geofizyką Toruń. W 2023 roku weszła w skład koncernu Orlen.
Obok badań geologicznych firma realizuje zadania związane z budownictwem i odnawialnymi źródłami energii.